# Schlossstein (Bärenstein)
Der Schlossstein oder auch Schlössel ist eine ehemalige Burganlage etwa 1 km nördlich von Bärenstein im Erzgebirge nahe dem Ortsteil Kühberg. Die Anlage diente höchstwahrscheinlich dem Straßenschutz.

## Beschreibung
Dort, wo jetzt die Häuser des Ortsteils Kühberg stehen, verlief einstmals der älteste Handelsweg über das Erzgebirge nach Böhmen. Der sogenannte Semita Bohemica (lat. Semita = Fußsteig) ist bereits 1143 erstmals urkundlich nachgewiesen. Er führte von den Salinen bei Halle (Saale) über Merseburg, Altenburg, Zwickau, Hartenstein, Grünhain, Elterlein, Schlettau, Kühberg, Preßnitz, Kaaden nach Prag. Salz kam in Böhmen als Bodenschatz nicht vor und war deshalb ein begehrtes Handelsgut. Dies war auch der Hauptgrund für die Entstehung dieses Handelsweges.
Um den Handelsweg zu schützen, wurde in nächster Nähe auf einem Ost-Südost gerichtetem Bergsporn eine Wehranlage errichtet. Die exponierte Lage über einer Schleife des Pöhlbachs erlaubte einen guten Überblick über das Teilstück des Weges von der Höhe bis ins Tal.
Die Anlage besaß ein dreieckig-rundliches Kernwerk von etwa 10 mal 10 Metern. Vor diesem verläuft von Nordwesten über die Westseite nach Süden ein Abschnittsgraben von etwa 6 bis 8 Metern Breite und 1 bis 2 Metern Tiefe. Vom Kernwerksplateau ist die Sohle des Grabens ca. 3 Meter tieferliegend. Im südlichen Abschnitt ist ein Rest des Außenwalls bzw. von Grabenaushub auszumachen.
Begehungen und Vergleichsbetrachtungen mit Burg Nidberg berechtigen zu der Annahme, dass einst ein Turm zur Wehranlage gehörte.